# Ievgueni Aleksàndrovitx Lébedev
Ievgueni Aleksàndrovitx Lébedev (Moscou, 8 de maig de 1980), és un empresari britànic, d'origen rus, director i propietari de les empreses "Evening Standard Ltd", editora del diari Evening Standard, el qual va comprar el gener de 2009, i d'”Independent Print Ltd”, editora de les publicacions Independent i Independent on Sunday, les quals va comprar el març de 2010.
És fill de l'home de negocis rus Aleksandr Lébedev.